# Andover (Massachusetts)
Andover è un comune degli Stati Uniti d'America appartenente alla contea di Essex nello stato del Massachusetts, a circa 40 km a nord di Boston.
Andover si sviluppa su circa 32 miglia quadrate di terra e possiede 223 miglia di strade asfaltate. Da Andover si raggiunge facilmente Boston, sia via ferrovia sia via strada statale.
Alla città, fondata nel 1636 col nome indiano di Cochichawicke, dieci anni dopo fu assegnato il nome attuale, preso da quello di un paesino britannico da cui molti dei suoi abitanti provenivano.
Andover fin dal XVIII secolo divenne famosa per la propria scuola superiore, la Phillips Academy. Quest'ultima, nei secoli, ha formato molte generazioni di importanti uomini d'affari, pensatori, scrittori, filosofi, nonché presidenti americani, quali George W. Bush.